# Буже Шамбалид
Буже Шамбалид (фр. Bougé-Chambalud) насеље је и општина у источној Француској у региону Рона-Алпи, у департману Изер која припада префектури Вјен.
По подацима из 2011. године у општини је живело 1264 становника, а густина насељености је износила 79,75 становника/km². Општина се простире на површини од 15,85 km². Налази се на средњој надморској висини од 220 метара (максималној 232 m, а минималној 172 m).

## Демографија
| 1962. | 1968. | 1975. | 1982. | 1990. | 1999. | 2011. |
| ----- | ----- | ----- | ----- | ----- | ----- | ----- |
| 743   | 789   | 717   | 672   | 814   | 918   | 1.264 |

График промене броја становника у току последњих година